# Abraham Geiger
Abraham Geiger (Fráncfort del Meno, 24 de mayo de 1810-Berlín, 23 de octubre de 1874) fue un rabino y teólogo alemán, considerado «el padre del judaísmo reformista».

## Biografía
Rabino en Wiesbaden, en 1833 se doctora por la Universidad de Bonn. Preconizó un movimiento por la reformación del judaísmo que rechazaría aspectos nacionalistas y trataría de subrayar la misión de los judíos para difundir el monoteísmo y los preceptos (Hebreo: מצוות mitzvot) morales y éticos de la Torá. Acortó el sidur (libro de oraciones), permitió la música instrumental en la sinagoga, suprimió los segundos días de descanso y propugnó la oración en lengua vernácula. Sin embargo, se opuso tenazmente al traslado del Shabat al domingo y se negó a oficiar ante una asamblea de fieles que había roto con la comunidad judía establecida. En 1870, se convierte en gran rabino de la comunidad de Berlín y director del nuevo seminario creado para el estudio científico del judaísmo. Escritor prolífico, su principal obra fue Urschrift und übersetzungen der Bibel (Original y traducción de la Biblia).
Llamado por algunos "el padre del reformismo", Geiger preconizó un movimiento para la reformación del judaísmo, no de la Torá (hebreo: תורה), como algunos de sus detractores contemporáneos equívocamente alegaron, y trataría de subrayar la misión de los Judíos de difundir el monoteísmo y los preceptos (מצוות) morales y éticos de la Torá. Geiger dejó muy claro que sus esfuerzos “no deben ser entendidos como "asimilacionistas", sino como un intento de revertir la hegemonía cristiana y establecer la presencia judía en el marco de la historia y pensamiento europeos”. De hecho el reformismo hizo posible que muchos judíos de la época, alejados de la práctica de la religión y otros ya convertidos al cristianismo, regresaran a la fe judaica. También previno que otros tantos terminaran convirtiéndose al cristianismo como producto de la asimilación ya generalizada en aquel entonces.
Es padre del historiador Ludwig Geiger (1848-1919).

## Primeros estudios
Sus padres fueron el rabino Michael Lazarus Geiger (1755-1823) y Roeschen Wallau (1768-1856). Cuando era un niño de tan solo tres años, dominaba los alfabetos hebreo y alemán. Progresando rápidamente en el estudio de la Biblia hebrea, a los cuatro años comenzó el estudio de la Mishná. A los seis, su padre lo introdujo al Talmud. Los siguientes dos años los pasó en una escuela de Talmud "sin hacer nada". Esto hizo que sus padres lo llevasen a su casa, donde hasta los trece años estudió Talmud con su padre, mientras tanto también fue adquiriendo de manera poco metódica conocimientos de historia, latín y griego. Su padre falleció poco después de llegar a los 13 años y celebrar su bar mitzvá, en cuya ocasión dio, además de una prédica en hebreo, un discurso en alemán, para gran disgusto de algunos de sus familiares más tradicionalistas.
Continuó sus estudios talmúdicos y seculares bajo la guía de sus hermanos y de otros allegados; sus ideas religiosas, sin embargo, experimentaron un gran cambio, en parte como consecuencia de sus lecturas, en parte como resultado de sus interacciones con otros jóvenes. De modo que, cuando se consideró la elección de su profesión, él ignoró los deseos de su familia (que lo había predestinado a la teología), y se decidió por la filología oriental. Con esta voluntad ingresó en el verano de 1829 en la Universidad de Heidelberg, donde permaneció un semestre, dedicando su tiempo a cursos clásicos, mientras en privado se ocupaba del siríaco. También continuó trabajando en un glosario y gramática de la Mishná que había comenzado dos años antes.
El invierno siguiente se trasladó a Bonn para estudiar árabe con el profesor Georg Freytag. Allí conoció y entabló una amistad íntima con hombres como Simon B. Scheyer, editor y traductor de la Guía de Perplejos de Maimónides; Samson Raphael Hirsch, su posterior colega y oponente, quien influyó en él de muchas maneras y el rabino Ludwig Ullmann, traductor del Corán. Con ellos fundó una sociedad para la práctica de la prédica, donde Geiger ofreció su primera prédica rabínica, el 2 de enero de 1830. Posteriormente, la práctica consistió en brindar servicios religiosos regulares.
Geiger ha afirmado que las clases de sus profesores tuvieron una influencia mucho menos estimulante en él que la asociación con sus compañeros de estudios. Su formación, sin embargo, fue de un alcance muy ambicioso, abarcando los clásicos e historia, como también lógica y filosofía. Mientras estudiaba en Bonn, alentado principalmente por el profesor Georg Freytag, preparó un ensayo sobre los elementos judíos en el Corán, para competir por un premio ofrecido por la facultad. Escrito originalmente en latín, este ensayo, después de recibir el premio, también se publicó en alemán con el título "Was Hat Mohammed aus dem Judentume Aufgenommen?" (“¿Qué asimiló Mahoma del judaísmo?”). Hacia el final de sus días como estudiante en Bonn, Geiger se hizo amigo íntimo de Elias Grünbaum (más tarde rabino en Landau) y de Joseph Derenbourg, el erudito franco-alemán que realizaría un aporte considerable para el renacimiento de la educación judía en Francia.
El 16 de junio de 1832, Geiger predicó en Hanau como candidato a su púlpito vacante. No consiguió ser elegido, aunque dos meses después la facultad de Bonn le otorgó un premio por su disertación sobre Mahoma. El 21 de noviembre de 1832 fue convocado a oficiar como rabino a Wiesbaden. Poco después, en mayo de 1833, se comprometió con Emilie Oppenheim, pero la boda recién se celebró siete años después, el 1 de julio de 1840.

## La "Revista científica de teología judía”
Geiger permaneció en Wiesbaden hasta 1838, dedicando mucho tiempo a la preparación de sus prédicas, como también a los demás deberes de su cargo, en particular la enseñanza. Introdujo algunos cambios en los servicios sinagogales con el objetivo de agudizar su impacto, e hizo todo lo posible para inducir al gobierno local a corregir las leyes que afectaban a la posición de los judíos, especialmente las relativas al Juramento More Judaico, una forma especial de juramento, con frecuencia humillante, que los judíos debían realizar en los tribunales de justicia europeos hasta el siglo XX. 
Pronto echó raíces en la mente de Geiger el plan de publicar una revista teológica judía. Entre 1835 y 1838 publicó los primeros tres volúmenes y dos partes del cuarto bajo el nombre de “Revista científica de teología judía” ("Wissenschaftliche Zeitschrift für Jüdische Theologie"). Completó la cuarta entrega y un primer segmento de la quinta cuando ya estaba en Breslau. A través de esta publicación periódica estrechó sus relaciones con Leopold Zunz, un destacado especialista en poesía litúrgica y rituales judíos, y con el rabino gallego Salomón Judah Loeb Rapoport, que más tarde se convertiría en uno de sus principales detractores.
Los artículos principales que contenía la publicación eran de su propia pluma. Sus contenidos son notables tanto por la minuciosidad de su tratamiento como por la variedad de temas, que comprenden investigaciones eruditas, críticas penetrantes, polémicas en defensa del judaísmo y confrontaciones con algunos destacados rabinos contemporáneos, y propuestas para reformar la vida y la liturgia judías.
En 1834 la Universidad de Marburgo otorgó a Geiger el título de doctor en filosofía. Entre los artículos publicados en el "Zeitschrift", amerita una mención especial el titulado "Ueber die Errichtung einer Jüdisch-Theologischen Fakultät" (“Sobre el establecimiento de una facultad teológica judía”). En él, aboga por el reconocimiento de la ciencia del judaísmo y por la inserción del estudio de la teología en igualdad al de otras ciencias en cuanto a método y libertad. Este sueño de juventud, Geiger tuvo el privilegio de verlo realizado sólo en parte y en los últimos años de su vida, en Berlín. Mientras estaba en Wiesbaden, en 1837 logró reunir a varios rabinos con el propósito de discutir medidas de vital importancia para el judaísmo.

## Rabino en Breslau
Hacia mediados de 1938, uno de los puestos rabínicos de Breslau había quedado vacante, y Geiger fue invitado a visitar este importante centro de la vida judía prusiana. Se le pidió que predicara el sábado 21 de julio de 1838, lo que provocó el rechazo del primer rabino Abraham Tiktin, representante de la vieja escuela rabínica, que no podía adaptarse al nuevo entorno. La comunidad judía de Breslau, como otras congregaciones de las grandes ciudades de Alemania, ya no estaba satisfecha con el antiguo estado de cosas. Deseaban que un predicador, un hijo de la nueva era, que pudiera exponer en lengua vernácula, para guiar, enseñar a atraer a los jóvenes, muchos de los cuales estaban siendo repelidos por las normas religiosas que eran incomprensibles para ellos.
Para impedir la participación de Geiger, Tiktin recurrió a la intervención de la policía con el argumento de que el rey había prohibido los sermones en alemán en la sinagoga. El jefe de policía, un tal Heineke, un hombre de ideas liberales, remitió el asunto a una autoridad superior, para ganar tiempo, en favor de Geiger. La decisión de ese superior, que favorecía a Tiktin, llegó el mismo día fijado para la prédica de Geiger; pero Heineke fue a la sinagoga, dejando el decreto de sus oficiales superiores sin abrir, sobre su escritorio, hasta su regreso de los servicios. Con su prédica, Geiger logró ser seleccionado, a pesar de la peculiar manera en que habían sido designados los cincuenta y siete delegados que tenían la facultad de nombrar al rabino. Geiger fue elegido "Rabino Asesor" y rabino segundo. Pero siendo necesario que se naturalizara en Prusia, hubo quienes quisieron impedir la confirmación en el cargo lo que generó una nueva y acalorada controversia que duró dieciocho meses. Durante la mayor parte de este tiempo, entre septiembre de 1838 y diciembre de 1839, Geiger permaneció en Berlín. Allí se entrevistó con las autoridades y logró a su favor los buenos oficios del influyente Alexander von Humboldt, considerado como uno de los fundadores de la Geografía como ciencia empírica. El 6 de diciembre de 1839, Geiger fue naturalizado, y el 2 de enero de 1840 se instaló en Breslau.
Los primeros años en su nuevo campo de actividad se vieron perturbados por las agitaciones en su contra por parte del rabino Tiktin y sus partidarios, que recurrieron a todo tipo de ardides para inducir al gobierno a deportar a Geiger. Esto llevó a la publicación de una serie de dictámenes rabínicos emitidos por sus colegas reformistas, que entre otras cosas, defendían el derecho de Geiger a ejercer como rabino y al mismo tiempo ocuparte de la investigación académica en forma libre. El rabino Tiktin murió el 20 de marzo de 1843, y Geiger le rindió un elogioso pero justo homenaje. Geiger se convirtió entonces en el primer rabino; Hirsch Bär Fassel, un rabino con ideas reformistas pero moderado, fue elegido como segundo, pero no aceptó la invitación. Pese a la muerte de Tiktin, las discusiones en la congregación continuaron hasta 1849, cuando se constituyeron dos congregaciones, una con Geiger como rabino, la otra con Gedalia Tiktin. El acuerdo finalmente ayudó a superar todas las fricciones. La congregación de Geiger apoyó de buen grado a su líder en sus esfuerzos por establecer un ritual desde una concepción moderna. En 1854, la congregación adoptó su libro de oraciones "Israelitisches Gebetbuch" (“Libro de oraciones de Israel), donde implementó sus “Bosquejos y plan para un nuevo libro de oración”, formulados en 1849.

## Su visión del judaísmo
En 1837, en la Revista Científica fundada por Geiger, se difundió un artículo anónimo titulado “Judíos y Judaísmo. Reflexiones de un laico”, que daba cuenta de la creación de una “Sociedad de los Amigos de la Reforma” en Fráncfort. La novedad conmovió a la judería alemana. El texto recogía el malestar de un sector creciente de la sociedad judía que, a la luz la Haskalá —el iluminismo hebreo—, denunciaba que mientras "los judíos han progresado, el judaísmo se ha quedado quieto". A los rabinos les reclamaba que abrazaran los avances que vivía la sociedad judía laica “para dar pasos decisivos hacia adelante”,  y renunciaran abruptamente a ser los únicos intérpretes y jueces para decidir qué era judío y cómo debía vivir un judío.
Aunque se esforzó por mantenerse en contacto con los líderes y por interesar a otros en la causa, Geiger no simpatizó con las demandas contenidas en ese “pronunciamiento”. Abogó por una evolución gradual; esto le valió la desconfianza de los reformistas más radicales que llegaron a acusarlo de “conservador”. Este "temperamento histórico" marca la actitud de Geiger también en las tres Conferencias rabínicas, en cuyas discusiones tuvo una parte destacada (Brunswick, 1844; Frankfort, 1845; Breslau, 1846). La posición frente a la Sociedad de los Amigos de la Reforma decidió también su vínculo con la Cooperativa para la Reforma del Judaísmo de Berlín, de la cual, de otro modo, se habría convertido en rabino, y no solo de una parte, sino de toda comunidad.
Más allá de su posicionamiento político frente a la reforma laica y de su decisión de no dejar de lado al sector de la congregación que rechazaba cualquier intento de cambios, en sus teorías era sistemáticamente el exponente de los principios subyacentes a la Reforma más radical. Para él, el judaísmo no era una cifra dada, ni una ley nacional. Era un proceso en un permanente fluir; la propia tradición era el resultado de este proceso continuo de crecimiento. Estaba menos inclinado que David Einhorn —rabino alemán y que migró a los Estados Unidos donde se convirtió en uno de los principales líderes de movimiento reformista— y otros a enfatizar la "elección de Israel". Y se opuso con vehemencia a la política de la "vía media" tan característica de la escuela de Zacarías Frankel, fundador del judaísmo positivo-histórico, corriente de pensamiento que sentó las bases para el judaísmo conservador.
Geiger no se limitó a criticar. Propuso que tanto la Torá como el Talmud, debían ser estudiados críticamente y desde la mirada del historiador, el de la evolución, el desarrollo. Entendía que había que ocuparse de las demandas de la época, que el Talmud no era una autoridad infalible, y que los ritos y ceremonias tenían que ser objeto de investigación. Gaiger entendía que las ceremonias que fomentaban la vida religiosa en una generación podían ser un inconveniente para otra. Y para sostener ese argumento apeló a fuentes clásicas, por ejemplo, adujo que el Talmud enseña que los sabios “emiten un decreto sobre la comunidad sólo si la mayoría de la comunidad puede cumplirlo”. Geiger no objetó las ceremonias, sino al abuso del ceremonialismo.
La posición reformista de Geiger era pública, pero pensaba que aunque el individuo pudiera albergar estas ideas, como miembro del pueblo de Israel debía observar las normas y costumbres tradicionales hasta que un organismo autorizado y con reconocimiento hubiera declarado su validez al final. Fue así como, mientras aún estaba en Wiesbaden, convocó a una conferencia rabínica (la primera de este tipo) para considerar los problemas que afligían a las comunidades judías, y para la adopción de resoluciones medidas prácticas, y la puesta en marcha de nuevas instituciones reformistas, que pudieron satisfacer las necesidades de la judería moderna.
Estos puntos de vista los enfatizó con frecuencia en su posterior "Revista judía de ciencia y vida", cuyos editoriales estaban dedicados en su mayor parte a la exposición de los principios reformistas. Entre 1844 y 1846 fue uno de los referentes más destacados de las Asambleas Rabínicas y más tarde tuvo un rol destacado en los congresos rabínicos de Leipsic (1869) y Augsburgo (1872), y en la reunión preliminar de Cassel (1868).

## Sus publicaciones
Durante su estancia en Breslau continuó su "Revista científica". En 1845 publicó "Lehr- und Lesebuch zur Sprache der Mischnah" (“Texto y lectura del idioma de la Mishná”). La historia de la literatura medieval judía también atrajo su atención. En 1847 publicó  "Nitei Naamanim" (“Retoños deliciosos”), donde se ocupa de lo que él entiende como un período de “petrificación” del pensamiento judío: “Fue una época de rigidez legalista interna en la Ley judía” donde fue “imposible forjar un nuevo eslabón en la cadena de la evolución vital”, fueron siglos caracterizados por una “parálisis del pensamiento, provocada por la fuerza de circunstancias desfavorables”. “Así la tradición […] se hizo más inflexible y rígida a medida que pasaban los años”.
En 1850 publicó una monografía sobre Maimónides; escribió una biografía de Ieuda ha-Levi, con traducciones métricas al alemán de algunos de sus poemas; le dio tratamiento similar de los poetas judíos españoles e italianos; también publicó estudios sobre la historia de la interpretación en el judaísmo ("Parschandatha", Leipsic, 1855) y una historia de la filosofía judía ("Leo da Modena; Rabbiner zu Venedig", Breslau, 1856). También fue un fiel colaborador de la "Zeitschrift der Deutschen Morgenländischen Gesellschaft" (“Revista de la Sociedad Oriental Alemana”). Además, convocó a su entorno a un buen número de jóvenes estudiantes de teología, ante los que impartió conferencias sobre filología hebrea, historia judía y estudios comparativos entre el judaísmo y el cristianismo.
Sintió una gran decepción al no ser llamado a la dirección del Seminario Teológico Judío, en Breslau, el primer seminario rabínico moderno en Europa Central. Fundado en 1854 con los fondos que Jonas Fraenkel, un prominente hombre de negocios de Breslau, había querido para este propósito, el seminario se convirtió en el modelo para universidades similares establecidas en Europa y Estados Unidos. Geiger, fue quien concibió la idea del seminario y quien había inducido a Fränkel a dedicarle parte de su fortuna.
Su obra más importante, "Urschrift und Uebersetzungen der Bibel" (“Originales y traducciones de la Biblia", Breslau, 1857), debe su origen a la intención del autor de escribir una historia de los caraítas. Así llegó a retomar las controversias entre los saduceos y los fariseos; y esto lo llevó aún más atrás, a las controversias entre los samaritanos y los judíos. En esta obra demuestra que la creciente conciencia religiosa judía se refleja en las lecturas del texto bíblico, estando la Biblia hebrea tan poco exenta de cambios intencionados como cualquier otra de las versiones antiguas. También busca  demostrar la falsedad de ciertas afirmaciones que hasta ese momento se hacían sobre fariseos y saduceos. Él definió a los primeros como los nacionalistas, y a los segundos, “sacerdotistas”; los primeros el "pueblo" y una aristocracia de la erudición y la piedad, los progresistas, los segundos los aristócratas de nacimiento, los literalistas. En la Halajá —el sistema de normas y costumbres— más antigua, a diferencia de la más joven, se refleja una divergencia de opiniones dentro del propio fariseísmo, y es esta distinción la que arroja luz sobre la antigua literatura de las escuelas posbíblicas.
La "Urschrift" llevó a Geiger a comenzar la publicación de otra revista, "Jüdische Zeitschrift für Wissenschaft und Leben" (“Revista judía de ciencia y vida”); en sus once volúmenes (de 1862 a 1874) están contenidos muchos estudios complementarios a su obra principal.
La muerte de su esposa (6 de diciembre de 1860) fue el punto de partida para el traslado de Geiger, tres años después, de Breslau a Fráncfort del Meno. Su esperanza de encontrar allí personas y medios para realizar su proyecto de fundar una facultad de teología judía genuinamente científica estaba condenada a la decepción.
Geiger ofreció conferencias sobre el judaísmo y su historia que tenían el carácter de cursos de "extensión universitaria". Presentados con brillantez, sus puntos de vista no perdieron nada de su rigurosidad académica. Su conferencia introductoria, en la que expone sus puntos de vista sobre la revelación, es especialmente digna de mención: "el genio del pueblo de Israel es el vehículo de la revelación", un punto de vista a la vez liberal y leal, aunque irremediablemente opuesto a la teoría mecánica de la revelación considerada ortodoxa. También en estas conferencias, Geiger expuso sin reservas los resultados de sus estudios sobre el origen del cristianismo.
Luego fue convocado como rabino en Berlín, donde ofreció su prédica inaugural el 22 de enero de 1870. La apertura de la Escuela Superior para la Ciencia del Judaísmo en 1872 le dio finalmente, durante los dos últimos años de su vida, la oportunidad por la que había rezado y suplicado tanto tiempo. Dio conferencias sobre "Introducción bíblica" e "Introducción a la ciencia del judaísmo", inspirando a sus estudiantes con su propio fervor por la verdad y la investigación. La muerte llegó sin presagio, en 1874.

## Obras
- Was hat Mohammed aus dem Judentume aufgenommen? Bonn, 1833. Google Libros (traducido al inglés como Judaism and Islam: A Prize Essay, F. M. Young, 1896).
- Das Judenthum und seine Geschichte von der Zerstörung des zweiten Tempels bis zum Ende des zwölften Jahrhunderts. In zwölf Vorlesungen. Nebst einem Anhange: Offenes Sendschreiben an Herrn Professor Dr. Holtzmann. Breslau: Schletter, 1865-71.(traducido al inglés como Judaism and its history: in 2 parts, Lanham: Univ. Press of America, 1985. ISBN 0-8191-4491-6
- Nachgelassene Schriften. Reimpresión de 1875–1878 ed., publicada en Berlín por L. Gerschel. Bd 1-5. New York: Arno Press, 1980. ISBN 0-405-12255-1
- An Appeal to My Community (1842).
- Urschrift und Übersetzungen der Bibel in ihrer Abhängigkeit von der inneren Entwicklung des Judenthums, 1857